# Blindheim
Pour les articles homonymes, voir Blindheim (homonymie) et Blenheim.
Blindheim (également appelée Blenheim) est une commune de Bavière (Allemagne), située dans l'arrondissement de Dillingen, dans le district de Souabe.
C'est là que John Churchill livra victorieusement contre les Français, le 13 août 1704, la deuxième bataille de Höchstädt, aussi connue sous le nom de « bataille de Blenheim », durant la guerre de Succession d'Espagne.
À son retour en Angleterre, Churchill, fait premier duc de Marlborough par la reine Anne, décida de construire un vaste manoir sur la propriété du palais de Woodstock, que la souveraine lui avait cédée : le palais de Blenheim.
Le nom de blenheim désigna aussi l'une variétés de robe connus chez les chiens Cavalier King Charles, en l'occurrence les King Charles de couleur « blanc et feu », en référence à la bataille de Blenheim.